# Aquamarin-Regenbogenfisch
Der Aquamarin-Regenbogenfisch (Melanotaenia lacustris) ist ein Süßwasserfisch aus Papua-Neuguinea, der auch unter dem Namen Kutubu-Regenbogenfisch bekannt ist. Er wurde zuerst 1955 gesammelt und 1964 vom australischen Ichthyologen Munro wissenschaftlich beschrieben.

## Merkmale
Abhängig von Wasser- und Umweltbedingungen sowie vom Futter kann der Aquamarin-Regenbogenfisch unterschiedliche Farben von Kobaltblau über Stahlblau und Aquamarin bis zu Türkistönen zeigen. Die obere Körperhälfte ist am intensivsten gefärbt. Die Männchen sind stärker gefärbt, größer und haben eine größere Körperhöhe als die Weibchen. Die Fische werden etwa zehn Zentimeter lang, selten bis zwölf Zentimeter.

## Vorkommen
Der Aquamarin-Regenbogenfisch ist endemisch im Kutubu-See und dem Soro River, dem einzigen Abfluss des Sees, der in das Kikori-Flusssystem entwässert. Die Fische leben in Gruppen oberflächennah im glasklaren, bis 70 Meter tiefen See bei Temperaturen von 21 bis 25 °C und pH-Werten von 8,5 bis 9,0.

## Sonstiges
Aquamarin-Regenbogenfische sind Dauerlaicher. Das bedeutet, dass sie nicht nur in einer besonderen Jahreszeit ablaichen, wie beispielsweise andere Fische in der Regenzeit, sondern bei günstigen Bedingungen das ganze Jahr über.
Melanotaenia lacustris ist ein Allesfresser. Im Aquarium werden alle Arten von Lebend-, Frost-, Flocken- oder Grünfutter genommen. Wichtig ist eine abwechslungsreiche Ernährung.
Morgens, wenn entweder im Aquarium das Licht angeht oder es durch das hereinfallende Tageslicht hell genug ist, beginnen die Männchen mit der Balz. Dabei färbt sich ihre Stirn leuchtend gelb. Als Ablaichsubstrat bevorzugen sie feingliedrige Pflanzen in Bodennähe, im Aquarium zum Beispiel Javamoos.